# 86° westerlengte
86° westerlengte (ten opzichte van de nulmeridiaan) is een meridiaan of lengtegraad, onderdeel van een geografische positieaanduiding in bolcoördinaten. De lijn loopt vanaf de Noordpool naar de Noordelijke IJszee, Noord-Amerika, de Golf van Mexico, de Caraïbische Zee, Midden-Amerika, de Grote Oceaan, de Zuidelijke Oceaan en Antarctica en zo naar de Zuidpool.
De meridiaan op 86° westerlengte vormt een grootcirkel met de meridiaan op 94° oosterlengte. De meridiaanlijn beginnend bij de Noordpool en eindigend bij de Zuidpool gaat door de volgende landen, gebieden of zeeën. 
| Land, gebied of zee                   | Nauwkeurigere gegevens                                                                     |
| ------------------------------------- | ------------------------------------------------------------------------------------------ |
| Noordelijke IJszee                    |                                                                                            |
| Canada                                | Nunavut - Ellesmere Island, Axel Heibergeiland, Stor Island, Ellesmere Island, Devoneiland |
| Parrykanaal                           |                                                                                            |
| Canada                                | Nunavut - Baffineiland                                                                     |
| Gulf of Boothia                       |                                                                                            |
| Canada                                | Nunavut                                                                                    |
| Hudsonbaai (dwarst Southamptoneiland) |                                                                                            |
| Canada                                | Ontario                                                                                    |
| Bovenmeer                             |                                                                                            |
| Verenigde Staten                      | Michigan                                                                                   |
| Michiganmeer                          |                                                                                            |
| Verenigde Staten                      | Michigan, Indiana, Kentucky, Tennessee, Alabama, Florida                                   |
| Golf van Mexico                       |                                                                                            |
| Caraïbische Zee                       |                                                                                            |
| Honduras                              | Colón, Olancho, El Paraíso                                                                 |
| Nicaragua                             | Nueva Segovia, Jinotega, Matagalpa, Managua, Masaya, Granada, Rivas                        |
| Grote Oceaan                          |                                                                                            |
| Zuidelijke Oceaan                     |                                                                                            |
| Antarctica                            | Antártica, onderdeel van de provincie Antártica Chilena geclaimd door Chili                |